# Eurovision: Sveriges 12:a
Eurovision: Sveriges 12:a è stato un programma televisivo svedese organizzato e prodotto da Sveriges Television (SVT) in sostituzione dell'Eurovision Song Contest 2020, cancellato a causa della pandemia di COVID-19. Il programma è consistito in una competizione canora ispirata all'Eurovision Song Contest ed è stato trasmesso il 14 maggio 2020.
I brani partecipanti sono stati scelti tra i 41 designati per la manifestazione europea e sono stati annunciati con il programma Eurovision: Inför ESC, trasmesso il 9 maggio e presentato da David Sundin e Christer Björkman.

## Organizzazione
Il programma, similmente all'Eurovision: Europe Shine a Light, è stato organizzato nella sede di SVT a Stoccolma, Tv-huset e si è articolato in una semifinale, trasmessa il 9 maggio con il titolo di Eurovision: Inför ESC e condotta da Christer Björkman e David Sundin, e la finale, trasmessa il 14 maggio e condotta da Sarah Dawn Finer.
Hanno partecipato tutti gli artisti designati per l'Eurovision Song Contest 2020, fatta eccezione per le Mamas, le rappresentanti nazionali, esibitesi con Move come interval act.

### Voto
Il punteggio è stato ottenuto combinando i punteggi di una giuria di esperti e del televoto.
La giuria è stata composta da:
- Dotter, cantante svedese;
- Lina Hedlund, cantante svedese;
- Fredrik Kempe, compositore svedese;
- Charlotte Perrelli, cantante, attrice e conduttrice televisiva svedese;
- Eric Saade, cantante e conduttore televisivo svedese.

## Eurovision: Inför ESC
| #  | Stato              | Artista            | Brano                       | Lingua            |
| -- | ------------------ | ------------------ | --------------------------- | ----------------- |
| 1  | Albania            | Arilena Ara        | Fall from the Sky           | Inglese           |
| 2  | Armenia            | Athīna Manoukian   | Chains on You               | Inglese           |
| 3  | Australia          | Montaigne          | Don't Break Me              | Inglese           |
| 4  | Azerbaigian        | Efendi             | Cleopatra                   | Inglese           |
| 5  | Belgio             | Hooverphonic       | Release Me                  | Inglese           |
| 6  | Bulgaria           | Victoria           | Tears Getting Sober         | Inglese           |
| 7  | Cipro              | Sandro Nicolas     | Running                     | Inglese           |
| 8  | Danimarca          | Ben & Tan          | Yes                         | Inglese           |
| 9  | Estonia            | Uku Suviste        | What Love Is                | Inglese           |
| 10 | Finlandia          | Aksel Kankaanranta | Looking Back                | Inglese           |
| 11 | Francia            | Tom Leeb           | Mon alliée (The Best in Me) | Francese, inglese |
| 12 | Georgia            | Tornik'e Kipiani   | Take Me as I Am             | Inglese           |
| 13 | Grecia             | Stefania           | Superg!rl                   | Inglese           |
| 14 | Irlanda            | Lesley Roy         | Story of My Life            | Inglese           |
| 15 | Islanda            | Daði & Gagnamagnið | Think About Things          | Inglese           |
| 16 | Israele            | Eden Alene         | Feker libi                  | Inglese, amarico  |
| 17 | Italia             | Diodato            | Fai rumore                  | Italiano          |
| 18 | Croazia            | Damir Kedžo        | Divlji vjetre               | Croato            |
| 19 | Lettonia           | Samanta Tīna       | Still Breathing             | Inglese           |
| 20 | Lituania           | The Roop           | On Fire                     | Inglese           |
| 21 | Malta              | Destiny            | All of My Love              | Inglese           |
| 22 | Moldavia           | Natalia Gordienko  | Prison                      | Inglese           |
| 23 | Paesi Bassi        | Jeangu Macrooy     | Grow                        | Inglese           |
| 24 | Macedonia del Nord | Vasil Garvanliev   | You                         | Inglese           |
| 25 | Norvegia           | Ulrikke            | Attention                   | Inglese           |
| 26 | Polonia            | Alicja             | Empires                     | Inglese           |
| 27 | Portogallo         | Elisa              | Medo de sentir              | Portoghese        |
| 28 | Romania            | Roxen              | Alcohol You                 | Inglese           |
| 29 | Russia             | Little Big         | Uno                         | Inglese           |
| 30 | San Marino         | Senhit             | Freaky!                     | Inglese           |
| 31 | Svizzera           | Gjon's Tears       | Répondez-moi                | Francese          |
| 32 | Serbia             | Hurricane          | Hasta la vista              | Serbo             |
| 33 | Slovenia           | Ana Soklič         | Voda                        | Sloveno           |
| 34 | Spagna             | Blas Cantó         | Universo                    | Spagnolo          |
| 35 | Regno Unito        | James Newman       | My Last Breath              | Inglese           |
| 36 | Repubblica Ceca    | Benny Cristo       | Kemama                      | Inglese           |
| 37 | Germania           | Ben Dolic          | Violent Thing               | Inglese           |
| 38 | Ucraina            | Go_A               | Solovej                     | Ucraino           |
| 39 | Bielorussia        | VAL                | Da vidna                    | Bielorusso        |
| 40 | Austria            | Vincent Bueno      | Alive                       | Inglese           |

## Finale
La finale è stata trasmessa dalle 21:00 del 14 maggio 2020 e ha visto competere i 25 brani selezionati precedentemente. La serata, condotta da Sarah Dawn Finer, si è aperta con un'esibizione congiunta della stessa conduttrice con Dotter, che hanno cantato il brano Arcade, vincitore dell'Eurovision Song Contest 2019, e Bulletproof, 2º classificato al Melodifestival 2020. Al termine delle esibizioni è stato trasmessa l'esibizione di Love Love Peace Peace, interval act dell'Eurovision Song Contest 2016, uno sketch del personaggio Lynda Woodruff, impersonato da Dawn Finer, e infine l'esibizione delle Mamas con Move.
| #  | Stato       | Artista            | Brano                       | Punteggio | Punteggio | Punteggio | Posizione |
| #  | Stato       | Artista            | Brano                       | Giuria    | Televoto  | Totale    | Posizione |
| -- | ----------- | ------------------ | --------------------------- | --------- | --------- | --------- | --------- |
| 1  | Azerbaigian | Efendi             | Cleopatra                   | 0         | 0         | 0         | 15°-25°   |
| 2  | Regno Unito | James Newman       | My Last Breath              | 6         | 2         | 8         | 6°        |
| 3  | Danimarca   | Ben & Tan          | Yes                         | 0         | 6         | 6         | 8°        |
| 4  | Estonia     | Uku Suviste        | What Love Is                | 0         | 0         | 0         | 15°-25°   |
| 5  | Australia   | Montaigne          | Don't Break Me              | 3         | 0         | 3         | 13°       |
| 6  | Lituania    | The Roop           | On Fire                     | 1         | 8         | 9         | 4°        |
| 7  | Paesi Bassi | Jeangu Macrooy     | Grow                        | 0         | 0         | 0         | 15°-25°   |
| 8  | Spagna      | Blas Cantó         | Universo                    | 0         | 0         | 0         | 15°-25°   |
| 9  | Polonia     | Alicja             | Empires                     | 0         | 0         | 0         | 15°-25°   |
| 10 | Germania    | Ben Dolic          | Violent Thing               | 0         | 4         | 4         | 11°       |
| 11 | Belgio      | Hooverphonic       | Release Me                  | 4         | 0         | 4         | 11°       |
| 12 | Islanda     | Daði & Gagnamagnið | Think About Things          | 12        | 12        | 24        | 1°        |
| 13 | Norvegia    | Ulrikke            | Attention                   | 0         | 0         | 0         | 15°-25°   |
| 14 | Irlanda     | Lesley Roy         | Story of My Life            | 0         | 1         | 1         | 14°       |
| 15 | Francia     | Tom Leeb           | Mon alliée (The Best in Me) | 0         | 5         | 5         | 9°        |
| 16 | Malta       | Destiny            | All of My Love              | 10        | 10        | 20        | 2°        |
| 17 | Finlandia   | Aksel              | Looking Back                | 0         | 0         | 0         | 15°-25°   |
| 18 | Bulgaria    | Victoria           | Tears Getting Sober         | 8         | 0         | 8         | 6°        |
| 19 | Georgia     | Tornik'e Kipiani   | Take Me as I Am             | 0         | 0         | 0         | 15°-25°   |
| 20 | Grecia      | Stefania           | Supergirl                   | 0         | 0         | 0         | 15°-25°   |
| 21 | Svizzera    | Gjon's Tears       | Répondez-moi                | 7         | 3         | 10        | 3°        |
| 22 | Austria     | Vincent Bueno      | Alive                       | 0         | 0         | 0         | 15°-25°   |
| 23 | Israele     | Eden Alene         | Feker libi                  | 0         | 0         | 0         | 15°-25°   |
| 24 | Italia      | Diodato            | Fai rumore                  | 5         | 0         | 5         | 9°        |
| 25 | Russia      | Little Big         | Uno                         | 2         | 7         | 9         | 4°        |